# Dario Čanađija
Dario Čanađija (sinh 17 tháng 4 năm 1994 ở Bjelovar) là một tiền vệ bóng đá Croatia, thi đấu cho NK Olimpija Ljubljana ở Slovenia, mượn từ HNK Rijeka.

## Danh hiệu
HNK Rijeka
- Croatian First Football League: 2016–17
- Cúp bóng đá Croatia: 2016–17